# デルタ (ブリティッシュコロンビア州)

メトロバンクーバー内の位置

デルタ（英：City of Delta）は、カナダのブリティッシュコロンビア州のメトロバンクーバーにある自治体。
名前の通り、フレーザー川の三角州地帯の低地に位置する。

## 概要
バンクーバーの南にあり、カナダとアメリカ合衆国の国境に近い。デルタは「地区」として分類されていたが、2017年に市制に移行した。
ブリティッシュコロンビア州の主な海上交通主段の1つのフェリーも同市内のトワッセン・フェリー・ターミナル（Tsawwassen）から出港する。人口 108,455人（2021年）。